# Орден Святого Петра Цетинского
Орден Святого Петра Цетинского (черногорск. Орден Светог Петра Цетињског) — княжеский и впоследствии королевский орден Черногории, являющийся на данный момент династической наградой черногорского королевского дома.
Орден был учрежден князем (впоследствии королём) Николой I в 1869 году (по другим данным он учрежден значительно раньше митрополитом Черногории Петром II Петровичем-Негошем) и был назван в честь покровителя Черногории митрополита Петра I Петровича-Негоша, канонизированного православной церковью под именем Петр Цетинский.
Орден имел одну степень и предназначался для награждения членов правящей династии (жаловался всем принцам и принцессам семьи Петрович-Негош). Также мог вручаться иноземным монархам и, в особых случаях, прочим иностранным гражданам.